# Gernot Erler

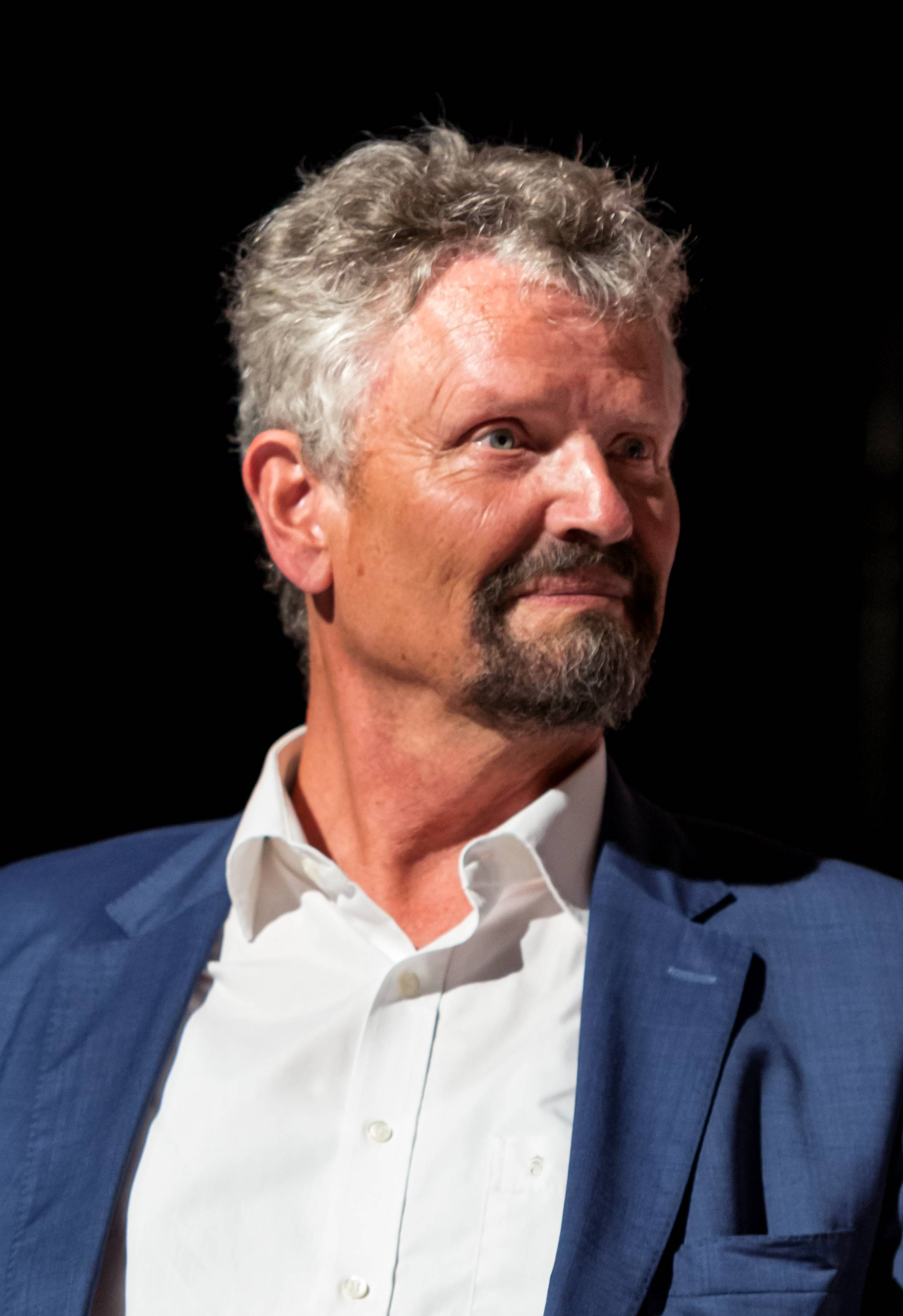
Gernot Erler, 2015

Gernot Siegfried Erler (* 3. Mai 1944 in Meißen) ist ein ehemaliger deutscher Politiker (SPD). Er war in den Jahren 1987 bis 2017 Mitglied des Deutschen Bundestages und war von 2005 bis 2009 Staatsminister beim Bundesminister des Auswärtigen. Von Januar 2014 bis April 2018 war er Russland-Beauftragter der deutschen Bundesregierung (Kabinett Merkel III).

## Leben und Beruf
Nach dem Abitur im Jahr 1963 in Berlin-Steglitz (West-Berlin) absolvierte Erler ein Studium der Geschichte, der Slawischen Sprachen und der Politikwissenschaft an der Freien Universität Berlin und der Albert-Ludwigs-Universität in Freiburg im Breisgau, das er 1967 mit dem Staatsexamen für das Lehramt beendete. Von 1968 bis 1969 arbeitete er als Verlagsredakteur und war anschließend bis 1979 als wissenschaftlicher Mitarbeiter am Seminar für Osteuropäische Geschichte der Universität Freiburg tätig. Von 1980 bis 1987 arbeitete er dann als Verlagsleiter in Freiburg.
Gernot Erler ist verheiratet und Vater einer Tochter.

## Partei
Seit 1970 ist er Mitglied der SPD. Hier engagierte er sich zunächst auf kommunaler Ebene und war von 1973 bis 1977 SPD-Ortsvereinsvorsitzender in Freiburg-Tiengen. Anschließend war er von 1977 bis 1987 Vorsitzender des SPD-Kreisverbandes Freiburg. Von 1983 bis 1997 gehörte er außerdem dem SPD-Landesvorstand und von 1985 bis 1997 auch dem SPD-Präsidium in Baden-Württemberg an. Gernot Erler ist ferner Vorsitzender der Historischen Kommission der SPD Baden-Württemberg.

## Abgeordneter
Erler wurde im Jahr 1987 Mitglied des Deutschen Bundestages. Ab 1994 gehörte er hier dem SPD-Fraktionsvorstand an und war von 1998 bis 2005 Stellvertretender Vorsitzender der SPD-Bundestagsfraktion mit der Zuständigkeit für Außen-, Sicherheits- und Entwicklungspolitik sowie für Menschenrechte.
Gernot Erler zog 1987, 1990 und 1994 über die Landesliste Baden-Württemberg und von 1998 bis 2009 als direkt gewählter Abgeordneter des Wahlkreises Freiburg in den Bundestag ein. Bei der Bundestagswahl 2005 erreichte er 45,1 % der Erststimmen und bei der Bundestagswahl 2009, bei der er als einziger Kandidat der SPD ein Direktmandat in Baden-Württemberg erringen konnte, 33,0 %. Bei der Bundestagswahl 2013 verlor er das Direktmandat an Matern von Marschall von der CDU, zog aber über die Landesliste erneut in den Bundestag ein.
Ab 22. Oktober 2009 war er wieder einer von neun stellvertretenden Vorsitzenden im Vorstand der SPD-Bundestagsfraktion und hier zuständig für Außenpolitik, Entwicklungspolitik, Menschenrechte und Verteidigung. Nach der Bundestagswahl 2013 bekleidete er dieses Amt nicht mehr.
Am 28. Juli 2016 gab Erler auf seiner Homepage bekannt, dass er bei der Bundestagswahl 2017 nicht noch einmal im Wahlkreis Freiburg antreten werde. Um seine Nachfolge bewarben sich vier Mitglieder der SPD Freiburg. Die Wahlkreiskonferenz wählte Julien Bender im ersten Wahlgang zum Nachfolger von Gernot Erler als Bundestagskandidat.

## Öffentliche Ämter
Am 22. November 2005 wurde Erler als Staatsminister beim Bundesminister des Auswärtigen in die von Bundeskanzlerin Angela Merkel geführte Bundesregierung (Kabinett Merkel I) berufen. Dieses Amt hatte er bis zum Regierungswechsel im Oktober 2009 inne. Von der nach der Bundestagswahl 2013 gebildeten schwarz-roten Koalitionsregierung wurde er als Koordinator für die zwischengesellschaftliche Zusammenarbeit mit Russland, Zentralasien und den Ländern der Östlichen Partnerschaft bestellt. Das Amt, bis 2013 mit alleiniger Zuständigkeit für Russland, wurde im Jahr 2003 während der Amtszeit von Joschka Fischer auf Erlers Initiative hin eingerichtet. Seit dem 1. Januar 2015 ist Erler gleichzeitig Sonderbeauftragter der Bundesregierung für den deutschen OSZE-Vorsitz im Jahr 2016.
Erler ist Mitglied im Executive Board des European Leadership Network (ELN).

## Politische Positionen
Im Jahr 1990 stimmte Erler gegen die deutsch-deutsche Währungsunion und gegen den Asylkompromiss von 1993. Im August 2013 zeigte er sich gegenüber einem westlichen Militärschlag im syrischen Bürgerkrieg skeptisch und meinte, es sei eine trügerische Hoffnung, dass durch einen Angriff etwas gewonnen würde. Das militärische Eingreifen Putins hingegen wertete er für dessen innenpolitisches Ansehen als Erfolg. Im Rahmen des OSZE-Ministertreffens im Dezember 2016 machte Erler deutlich, dass er die OSZE für eine wichtige Institution hält, um Konflikte diplomatisch zu lösen.

## Gesellschaftliches Engagement
Erler war Vorsitzender des Deutsch-Bulgarischen Forums, Präsident der Südosteuropa-Gesellschaft (2000–2020), Vorsitzender der West-Ost Gesellschaft Südbaden e. V., saß im Vorstand der Deutsch-Kasachischen Gesellschaft und im Stiftungsrat des Instituts für Ost- und Südosteuropaforschung. Er war Mitglied im Lenkungsausschuss des deutsch-russischen Petersburger Dialogs. Des Weiteren ist er im Kuratorium des Deutsch-Aserbaidschanischen Forums. Gemeinsam mit Ralf Stegner ist er Vorsitzender des Erhard-Eppler-Kreises.

## Ehrungen
Im Jahr 1998 wurde Erler mit dem Verdienstkreuz am Bande des Verdienstordens der Bundesrepublik Deutschland geehrt.
Im November 2007 wurde Erler der Orden „Stara Planina“, der höchste bulgarische Orden verliehen. Außerdem wurde er mit der Ehrendoktorwürde der Universität für Weltwirtschaft in Sofia geehrt.
Zu seinem 80. Geburtstag im Mai 2024 wurde ihm von der Stadt Freiburg das Goldene Stadtsiegel verliehen.

## Schriften
- Die russischen Wahlen und die Verantwortung des Westens. In: Dieter Weirich (Hrsg.): Russland vor den Wahlen (= Deutsche-Welle-Forum. Bd. 1). Edition q, Berlin 1995, ISBN 3-86124-313-X, S. 80–85.
- Das Unbehagen an den politischen Eliten. Fünf Thesen zu einem Problem. In: Wer führt morgen? Aufgaben und Inhalte von Elitenbildung (= Herrenalber Protokolle. Bd. 105, ISSN 0934-6007). Evangelische Akademie Baden, Karlsruhe 1995, S. 44–47.
- Globalisierung und die Zukunft der Dritten Welt. In: Wolfgang Thierse (Hrsg.): Ist die Politik noch zu retten? Standpunkte am Ende des 20. Jahrhunderts. (Erhard Eppler gewidmet). Aufbau-Verlag, Berlin 1996, ISBN 3-351-02454-1, S. 300–310.
- als Herausgeber mit Johanna Deimel: Bulgarien – ein Jahr nach dem Regierungswechsel (= Südosteuropa aktuell 27). Südosteuropa-Gesellschaft, München 1998, ISBN 3-925450-76-9.
- Global Monopoly. Weltpolitik nach dem Ende der Sowjetunion (= AtV. Aufbau-Thema 8518). Aufbau-Taschenbuch-Verlag, Berlin 1998, ISBN 3-7466-8518-4.
- Geopolitisches Denken in Russland nach der NATO-Osterweiterung. In: Gabriele Gorzka, Peter W. Schulze (Hrsg.): Auf der Suche nach einer neuen Identität. Russland an der Schwelle zum 21. Jahrhundert. Edition Temmen, Bremen 1998, ISBN 3-86108-332-9, S. 32–45.
- Experience with Mechanisms of Crisis Management and Conflict Resolution: The Eastern European Case. In: Mark A. Heller (Hrsg.): Europe and the Middle East. New Tracks to Peace? Jaffee Center for Strategic Studies u. a., Herzliya 1999, S. 41–45.
- Krisenregion Balkan: Herausforderung an das neue Europa. In: Südosteuropa Mitteilungen. Bd. 39, Nr. 1, 1999, ISSN 0340-174X, S. 9–16
- Oil and Gas in the Caspian Sea Region. In: Dieter Dettke (Hrsg.): A Great Game no more. Oil, Gas and Stability in the Caspian Sea Region. Friedrich-Ebert-Stiftung, Washington DC 1999, ISBN 0-9647348-5-0, S. 1–6.
- Region of the Future: The Caspian Sea. German Interests and European Politics in the Trans-Caucasian and Central Asian Republics. In: Dieter Dettke (Hrsg.): A Great Game no more. Oil, Gas and Stability in the Caspian Sea Region. Friedrich-Ebert-Stiftung, Washington DC 1999, ISBN 0-9647348-5-0, S. 90–104.
- Globalisierung oder die Hoffnung auf die Inseln der Mündigkeit. In: Johannes Röser (Hrsg.): Mehr Himmel wagen. Spurensuche in Gesellschaft, Kultur, Kirche. Herder, Freiburg (Breisgau) u. a. 1999, ISBN 3-451-27181-8, S. 214–216.
- Russia's Role in Europe and the Russian Security Concerns. In: Susan Eisenhower (Hrsg.): NATO at Fifty. Perspectives on the Future of the Atlantic Alliance. Center for Political and Strategic Studies, Washington DC 1999, ISBN 0-9670233-0-0, S. 205–210.
- „Mit der Bombe leben“. Marie Marcks' Zeichnungen zu Rüstung, Abrüstung und Friedensbewegung. In: Marie Marcks: Karikaturen der letzten 50 Jahre. Herausgegeben von Thomas Werner. Edition Braus, Heidelberg 2000, ISBN 3-926318-73-2, S. 94–100.
- Was nützt Philosophie im politischen Alltagsgeschäft? In: Hans-Otto Mühleisen (Hrsg.): Vom Nutzen der Philosophie für die Politik. Knecht, Frankfurt am Main 2000, ISBN 3-7820-0838-3, S. 144–150.
- Der präventive Imperativ und die Lautlosigkeit nachhaltiger Politik. In: Ingeborg Villinger, Gisela Riescher, Jürgen Rüland (Hrsg.): Politik und Verantwortung. Festgabe für Wolfgang Jäger zum 60. Geburtstag. Rombach, Freiburg (Breisgau) 2000, ISBN 3-7930-9262-3, S. 31–34.
- Osterweiterung: Stolpersteine auf Europas Weg in die Zukunft. In: Südosteuropa Mitteilungen. Bd. 40, Nr. 2, 2000, S. 99–103.
- Die Russland-Politik des IWF oder das organisierte Verhängnis. In Gabriele Gorzka, Peter W. Schulze (Hrsg.): Russlands Weg zur Zivilgesellschaft. Zentralismus – regionale Eigendynamik. Staatsfunktionen – Privatwirtschaft. Rechtsstrukturen und Normen in einer zivilen Gesellschaft. Partikularinteressen – Gemeinwohl. Edition Temmen, Bremen 2000, ISBN 3-86108-335-3, S. 67–77.
- Der Kosovo-Krieg ein Jahr danach: Rückblick, Bilanz, Lehren. In: Jörg Calließ (Hrsg.): Europa nach dem Kosovo-Krieg (= Loccumer Protokolle. 00,17, ISSN 0177-1132). Evangelische Akademie Loccum – Protokollstelle, Rehburg-Loccum 2001, S. 123–127.
- Das bessere Morgen – Wege in die Zukunft Südosteuropas. In: Europa 2030. Eine futuristische Spurensuche in 14 Ländern Südosteuropas. Herausgegeben aus Anlass des 50-jährigen Jubiläums der Südosteuropa-Gesellschaft (= Südosteuropa-Mitteilungen. Sonderausgabe = Bd. 42, H. 1, 2002). Südosteuropa-Gesellschaft, München 2002, S. 13–17.
- Internationale Politik 1998–2002: Das erzwungene Umdenken. In: Gernot Erler, Michael Müller, Andrea Nahles, Ludwig Stiegler: Mehrheiten mit Links. Werkstattberichte aus Berlin für eine Politik zur Gestaltung der Globalisierung (= Politik im Taschenbuch. Bd. 30). Dietz, Bonn 2002, ISBN 3-8012-0322-0, S. 31–72.
- Warum der Irak-Krieg nicht sein darf: Drei Gründe. In: Karl-Heinz Harenberg, Marc Fritzler (Hrsg.): No War. Krieg ist nicht die Lösung, Mr. Bush! (= Knaur 77711). Droemer-Knaur, München 2003, ISBN 3-426-77711-8.
- Der Fall Chodorkowskij. Zur Tomographie eines politischen Konflikts. (PDF; 182 kB). In: Gabriele Gorzka, Peter W. Schulze (Hrsg.): Wohin steuert Russland unter Putin? Der autoritäre Weg in die Demokratie. Campus, Frankfurt am Main u. a. 2004, ISBN 3-593-37585-0, S. 301–325.
- Russland kommt. Putins Staat – der Kampf um Macht und Modernisierung (= Herder-Spektrum 5566). Herder, Freiburg (Breisgau) u. a. 2005, ISBN 3-451-05566-X.
- Mission Weltfrieden. Deutschlands neue Rolle in der Weltpolitik. Herder, Freiburg (Breisgau) u. a. 2009, ISBN 978-3-451-30110-0.
- Das Versagen nach 9/11. Mit besseren Strategien gegen den Terror. Ein Standpunkt. Edition Körber-Stiftung, Hamburg 2011, ISBN 978-3-89684-143-8.